# Bandera de Barbados
La bandera de Barbados va ser adoptada el 30 de novembre de 1966. Consisteix en una tricolor de dues bandes blaves separades per una de daurada al mig. La banda daurada té un trident, que simbolitza la independència de Barbados del Regne Unit, i cada punta del trident representa una punta de la democràcia. Les bandes blaves simbolitzen l'oceà i el blau del cel, i la daurada la sorra de l'illa de Barbados.